# رمی آمیو
رمی آمیو (انگلیسی: Rémi Amieux؛ زادهٔ ۵ سپتامبر ۱۹۸۶) بازیکن فوتبال اهل فرانسه است.
از باشگاه‌هایی که در آن بازی کرده‌است می‌توان به باشگاه فوتبال ان‌ئی‌سی نایمخن، باشگاه فوتبال ناک بردا، باشگاه فوتبال ستاره سرخ، و باشگاه فوتبال والویک اشاره کرد.